# سوپر جام عرب
سوپر جام عرب (به انگلیسی: Arab Super Cup) یک تورنمنت سالیانه فوتبال بود که از سال ۱۹۹۲ تا ۲۰۰۱  برگزار می‌شد. در سال ۲۰۰۲ این مسابقات و جام برندگان جام عرب در جام قهرمانان باشگاه‌های عربی ادغام شدند.